# Senecio antisanae
Senecio antisanae es una especie de planta herbácea del género Senecio en la familia Asteraceae. Es un endemismo en peligro de extinción por la pérdida de hábitat. de las montañas subtropicales o tropical húmedas de Ecuador en la Provincia de Pichincha.

## Distribución
Se trata de una planta herbácea de la que sólo se conoce unos pocos ejemplares adultos de los Andes. El locus typicus se encuentra en la Hacienda del Isco, en las faldas del Volcán Antisana en la Cordillera de Quito, que hoy día está integrada en la Reserva Ecológica Antisana, una reserva de propiedad privada que conserva la flora y la fauna del Norte de los Andes.  Ningún ejemplar de esta especie se encuentran en los museos del Ecuador. 

## Taxonomía
Senecio antisanae fue descrita por  George Bentham y publicado en Plantas Hartwegianas imprimis Mexicanas, nº 1167, p. 210, 1845.
- NOTA: La especie, considerada como sin resolver[6] puede ser un sinónimo de Senecio iscoensis, que a su vez podría serlo de Aetheolaena senecioides (Nordenstam in Jørgensen & León-Yánez, 1999).

Etimología
Ver: Senecio
antisanae: epíteto aludiendo a su procedencia geográfica, el volcán Antisana, en los Andes de Ecuador.